# مات هال
مات هال (بالإنجليزية: Matt Hall)‏ هو طيار أسترالي، ولد في 16 سبتمبر 1971 في نيوكاسل في أستراليا.

## معرض صور

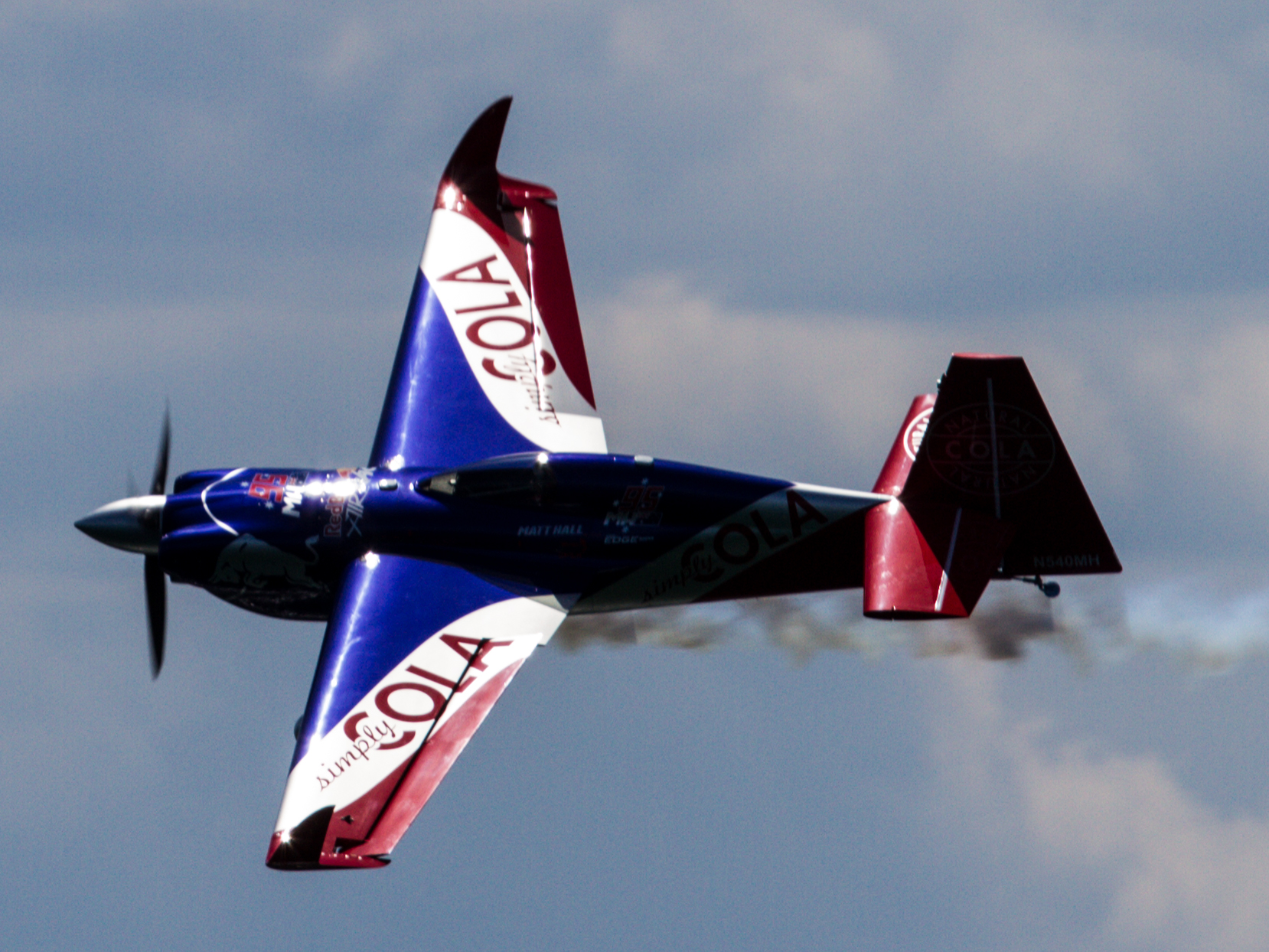
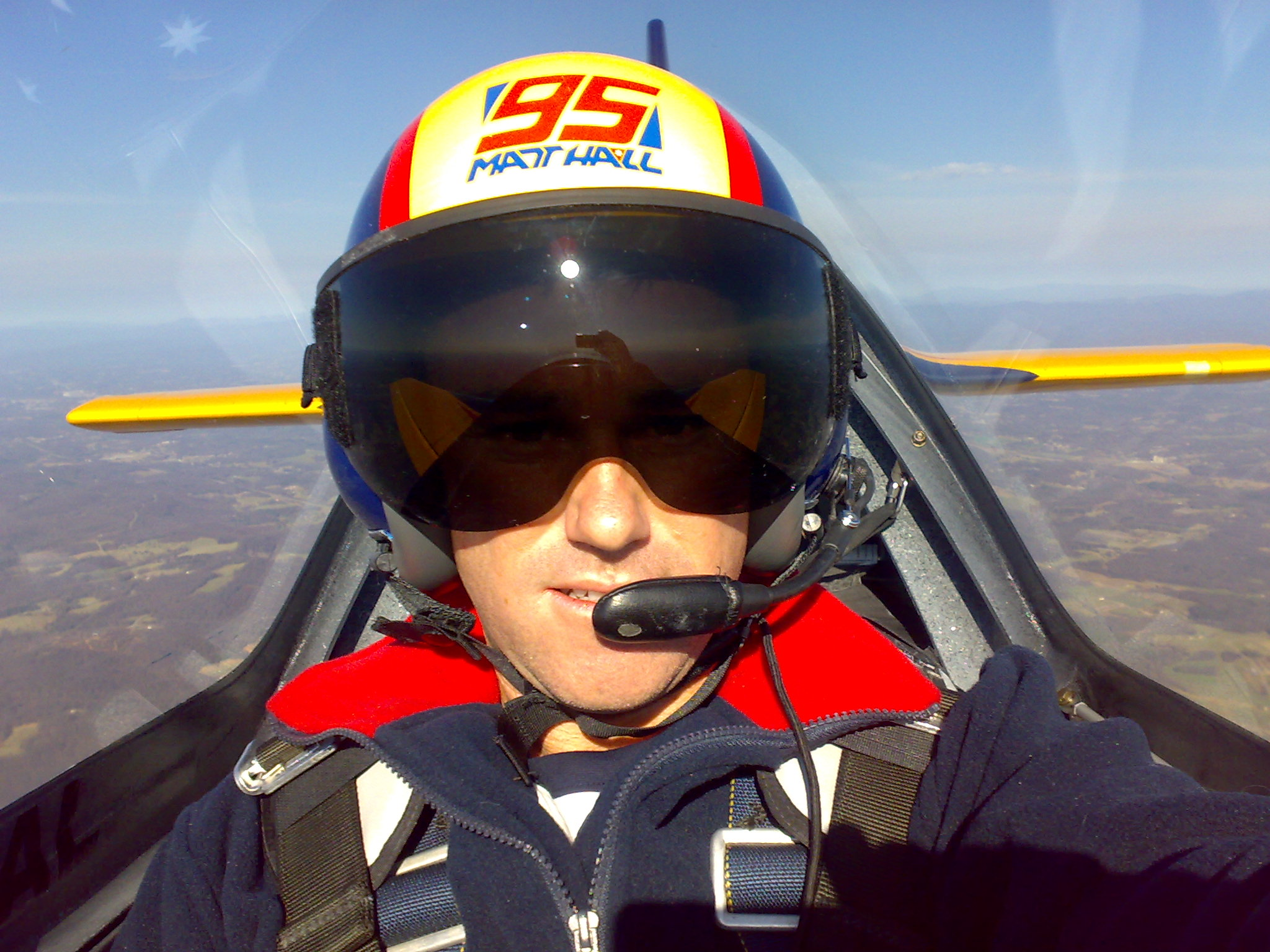
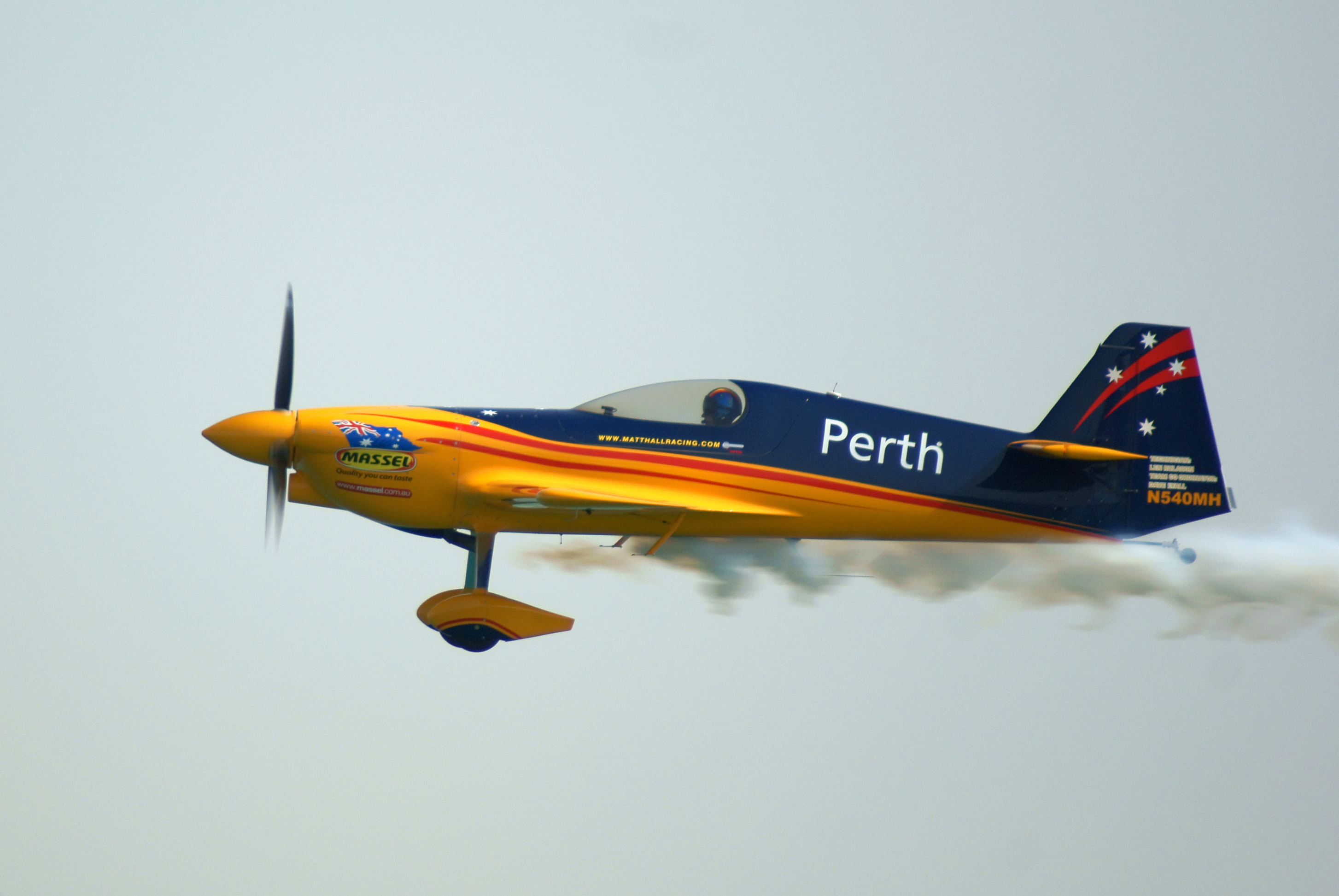

## وصلات خارجية
- الموقع الرسمي